# Марбургский замок
Марбургский замок (нем. Marburger Schloss) — старинный замок в городе Марбург. Первые укрепления на этом месте появились ещё в XI веке. Со временем замок стал одним из главных мест проживания ландграфов Гессена и превратился в настоящий дворец. По своему типу относится к замкам на вершине.

## История

### Ранний период

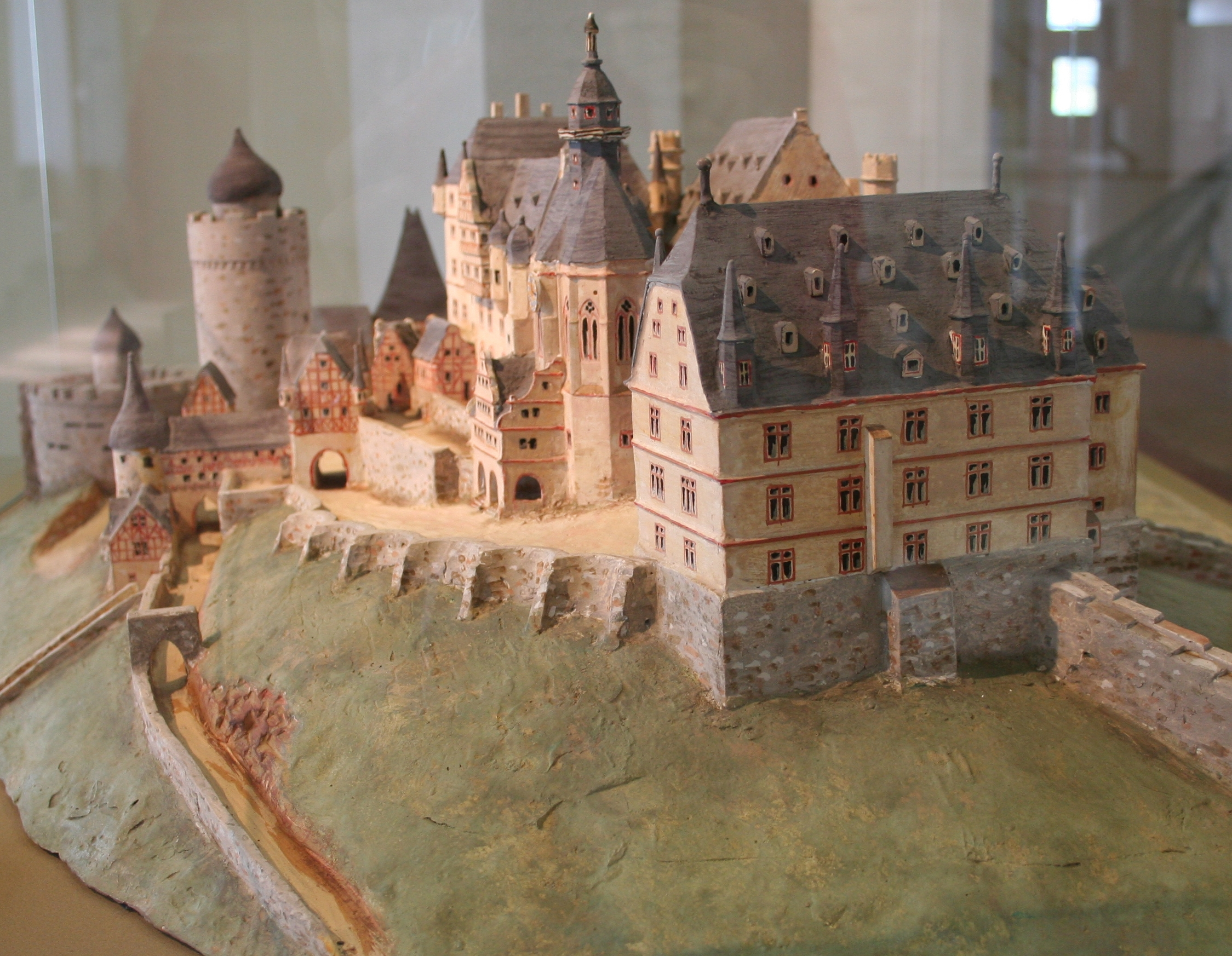
Макет замка, каким он выглядел в Средние века

Со второй половине IX до середины X веков самым могущественным родом в регионе Оберлангау были Конрадины. Самый известный представитель семьи, Конрад I, был избран в 911 году восточно-франкским королём. Однако уже в середине X века Конрадины начали терять своё влияние. Во время правления императора Оттона I Великого земли вокруг Марбурга утратили независимость и стали частью Священной Римской империи. Вероятно Марбургский замок как главное место пребывания рода Конрадинов был построен уже в X веке. Но письменных источниках подтверждений не найдено.
Король Конрад II доверил управление графством Маден (c областями Кассель, Фрицлар, Хомберг и Мельзунген) выходцу из Швабии графу Вернеру. Его потомки были хозяевами земель в Гессене в течение следующих двух столетий. Род графов Вернер пресёкся в 1121 году. Тогда новыми правителями графства стали дворяне из рода Гизонен, одной из самых влиятельный семей региона в ту эпоху. Их семейный замок Олленде находился недалеко от Трайсбаха. Ранее им были отданы в управление королевские владения недалеко от Марбурга. Однако вскоре пресёкся и этот род. Тогда ландграфами Гессена стали представители рода Людовингов, имевших обшионые владения в Тюрингии.
Кто именно из Людовингов в XI веке и в первой половине XII века управлял Марбургом и его окрестностями из источников не очень ясно. Но судя по всему замок в это время уже существовал.

### Резиденция ландграфа

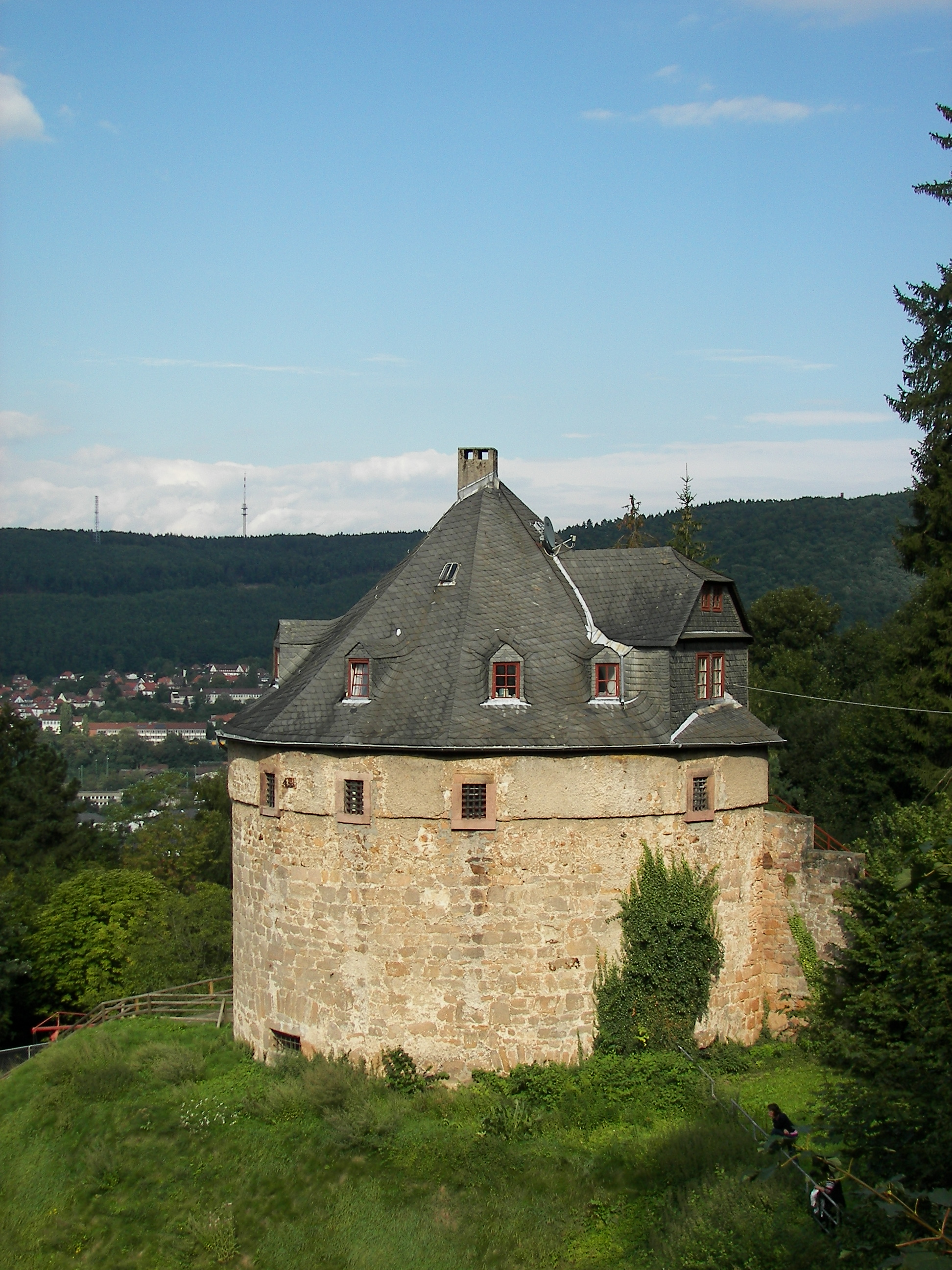
Отдельно стоящая оборонительная башня Марбургского замка, называемая Башня ведьм

В первое документальное упоминание о замке Марбурга относится к 1138 году, когда среди прочих представителей знати в свите ландграфа Людвига I Тюрингского назван Людевикус де Марбург. Не позднее 1140 года в Марбурге, который уже был значительным городом начали чеканить монету. При графе Генрихе Распе II (1140—1154/55) замки в городах Марбург, Гуденсберг и Кассель были отремонтированы и расширены. В документе императора Фридриха I Барбароссы в 1174 году встречается имя Конрадус де Марбург. В первой половине XIII века ландграфы Тюрингии неоднократно упоминаются в документах города Марбург. Здесь же проживал барон Гунтрам фон Марбург унд фон Грюнберг, основавший замок Швайнсберг.
После того, как род ландграфов Тюрингии в 1247 году пресёкся, права на их владения заявили Веттины. Но с этим не согласилась София Брабантская (1223—1275), дочь святой Елизаветы Тюрингской (1207—1231) и мать Генриха I, (будущего ландграфа Гессена). В результате продолжительного конфликта (1247—1263) гессенская часть прежнего графства была отделена. Возникло новое самостоятельное графство Гессен, первым правителем которого и стал Генрих I Гессенский (1256—1308). В 1292 году он был возведён королём Адольфом Нассауским в княжеское достоинство. Таким образом графство Гессен серьёзно возвысилось среди других немецких земель.
Отто I Гессенский (1308—1328), сын Генриха I в 1308 году сделал своей столицей Кассель. Соответственно Марбург потерял значение. Правда, между 1458 и 1500 годами здесь проживали младшие братья Генриха III (1458—1483) и Вильгельма III (1483—1500). Вновь Марбургский замок оказался в числе главных резиденций Германии при ландграфе Филиппе Великодушном (1518—1567). Новый правитель оказался сторонником Реформации и в 1526 году основало первый протестантский университет. В Марбургском замке в октябре 1529 года состоялась знаменитая религиозная дискуссия между Мартином Лютером и Ульрихом Цвингли.
После смерти Филиппа в 1567 году правителем стал Людвиг IV (1567—1604), который сохранил Марбургский замок в качестве важнейшей резиденции.

Во время Тридцатилетней войны город и крепость Марбург в 1623 году захватили отряды Иоганна Тилли. После Гессенской войны прежнее княжество в 1648 году было разделено на Гессен-Дармштадт и Гессен-Кассель. Значение Марбургского замка в это время упало. Он стал второстепенным административным центром и военной базой. Однако к началу XVIII века началось возрождение былого величия. В период с 1700 по 1740 годами в замке прошла масштабная реконструкция. Но во время Семилетней войны крепость Марбурга несколько раз переходила их рук в руки, что подтвердило: укрепления не соответствуют современным условиям ведения войны. После 1770 года внешние укрепления совсем обветшали. Крепость была окончательно заброшена и разрушена в 1807 году после вторжения войск Наполеона. В это же время ландграфство Гессен-Дармштадт было преобразовано в Великое герцогство Гессен.

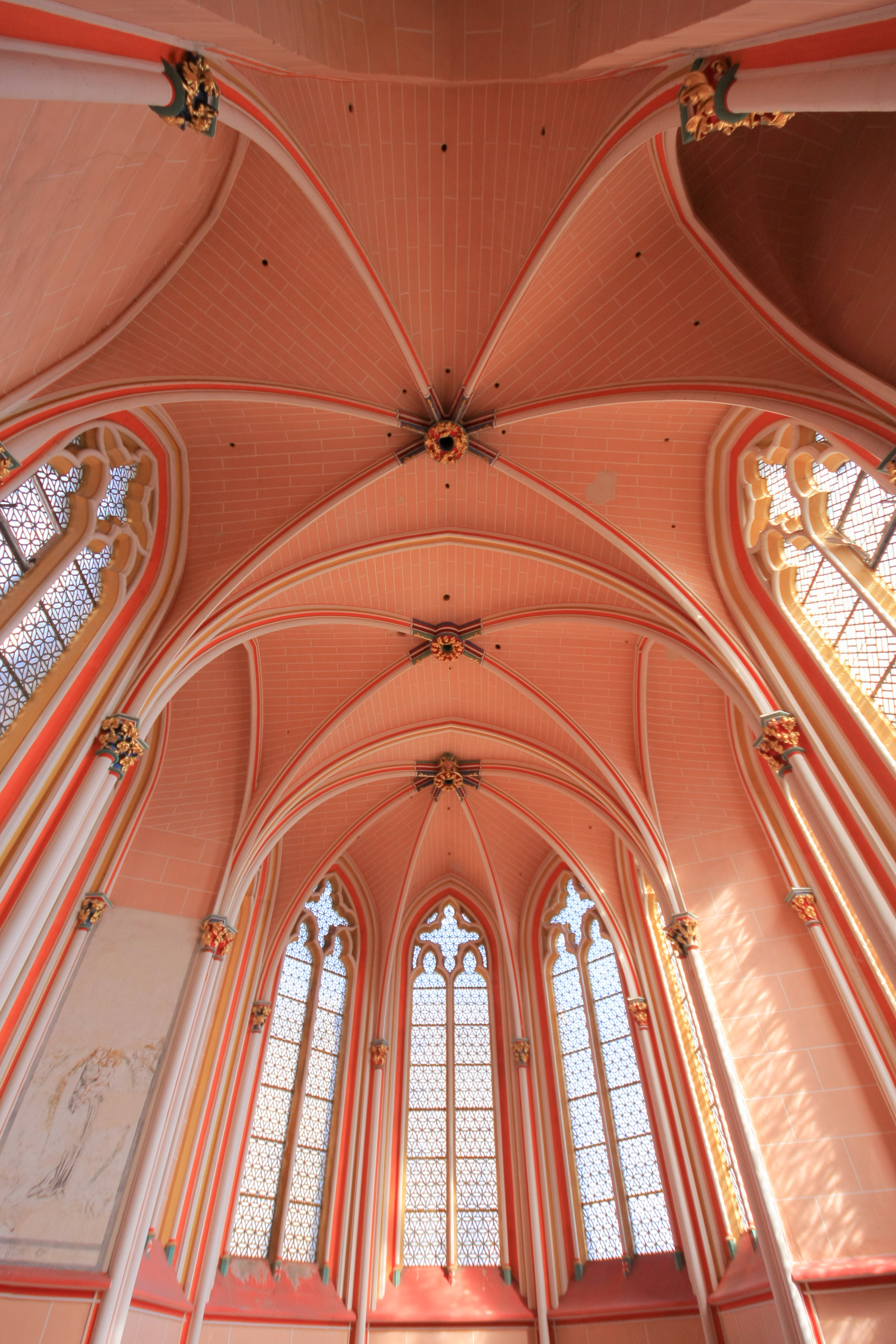
Вид замковой капеллы изнутри

### XIX и XX века
С 1809 года замок использовался в качестве тюрьмы. Здесь содержались в суровых условиях от 180 до 240 преступников, осуждённых за уголовные преступления. В том числе здесь были и приговорённые к пожизненному заключению. В 1866 году Гессенское курфюршество было аннексирован Пруссией. В 1870 году в замке разместился государственный архив и оставался там до 1938 года.
Во время Второй мировой войны замок был практически необитаем. В 1946 году он перешёл во владение Университета Филиппа в Марбурге. В 1976 году началось создание музея.

## Описание
Марбургский замок, хорошо видимый издалека, возвышается в западной части старого города. Крепость построена на высоте 287 метров над уровнем моря. Из-за достаточно крутых склонов холма это место прекрасно подходило для строительства средневекового замка. За долгие столетия он неоднократно перестраивался.
Центральная часть замка — комплекс здание в виде подковы вокруг узкого внутреннего двора. Различают так называемый особняк ландграфа (Ландграфенбау) с замковой часовней на юге и особняк супруги ландграфа (Фрауэнбау) на западе. На севере находятся здание резиденции Курфюрста (Фюрстенбау) и хозяйственные постройки.
Замок представляет большой интерес не только как объект исторического наследия, но и как  важный образец различных архитектурных решений. Многие здания и помещения комплекса считаются бесценным памятником искусства. Большой зал замка (Фюрстензал) является из крупнейших светских готических залов Центральной Европы.

## Современное использование
Сегодня в замке размещается музей. Здесь проводится много культурных мероприятий: концерты, выставки, театральные постановки и различные фестивали. Для туристов проводятся экскурсии. Причём предусмотрено посещение не только парадных залов, но и подземных камер, где содержались узники. Часть помещений замка остаётся в распоряжении университета.

## Галерея

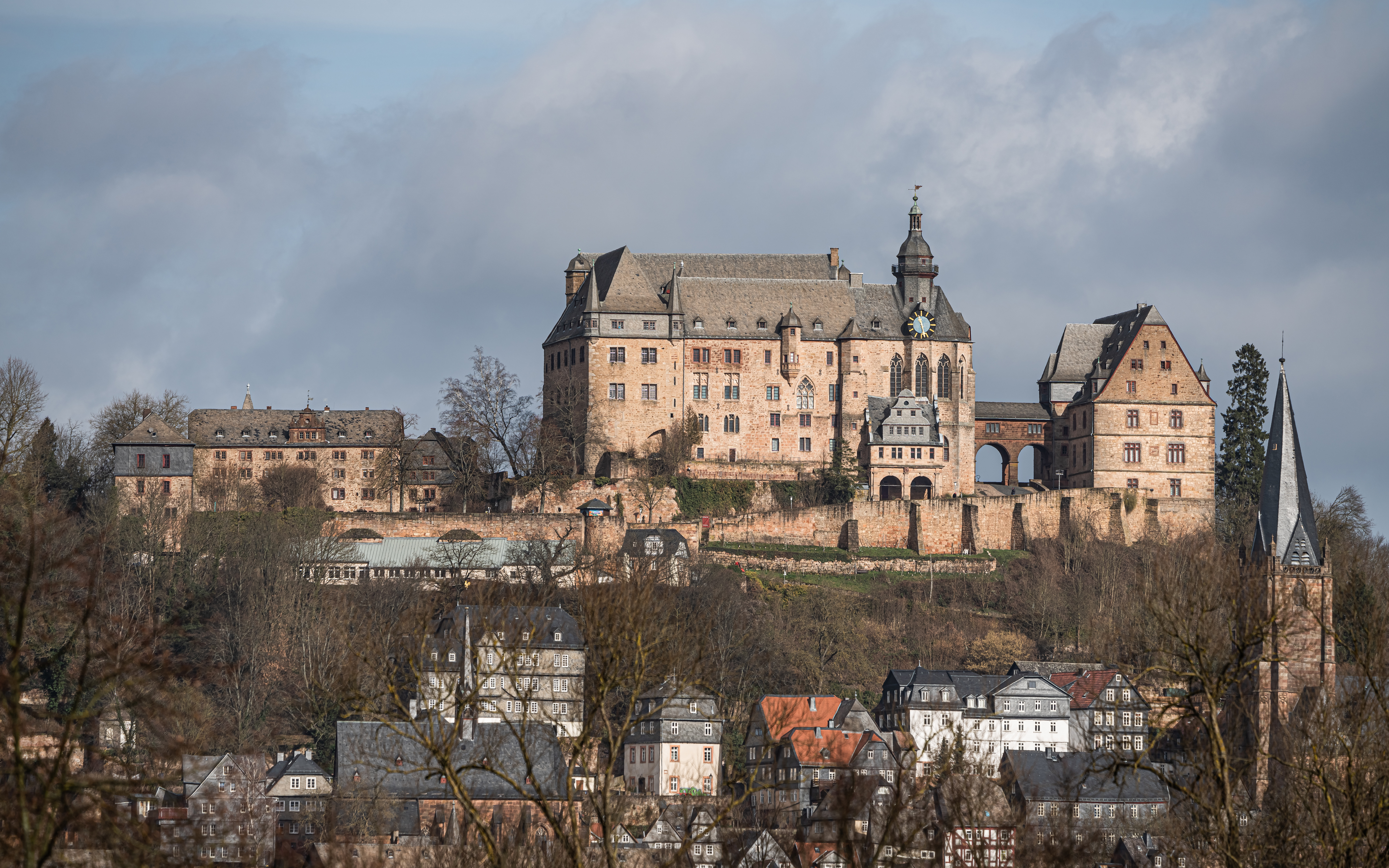
Вид города Марбург и возвышающегося над ним замка
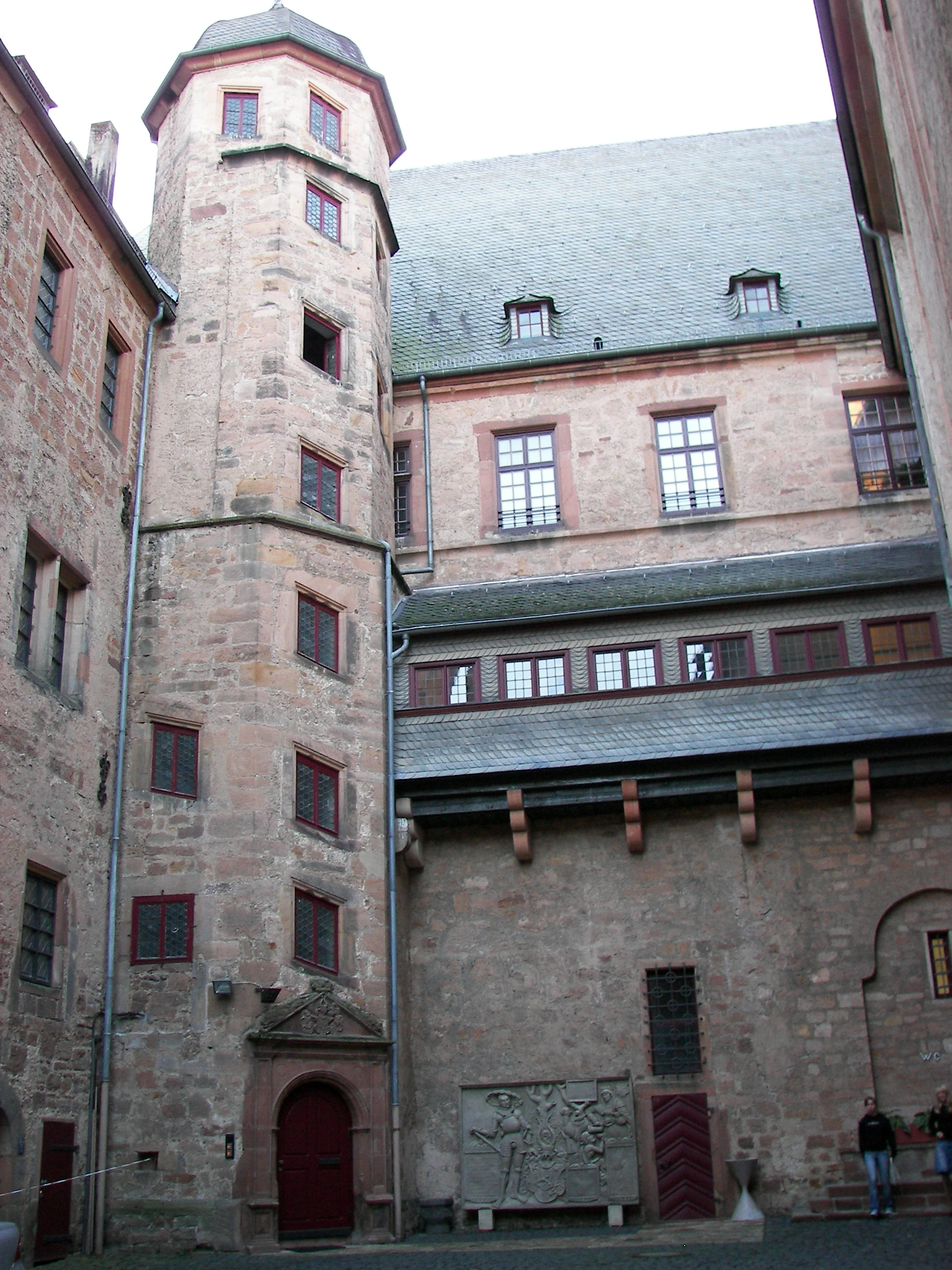
Внутренний двор замка c лестничной башней
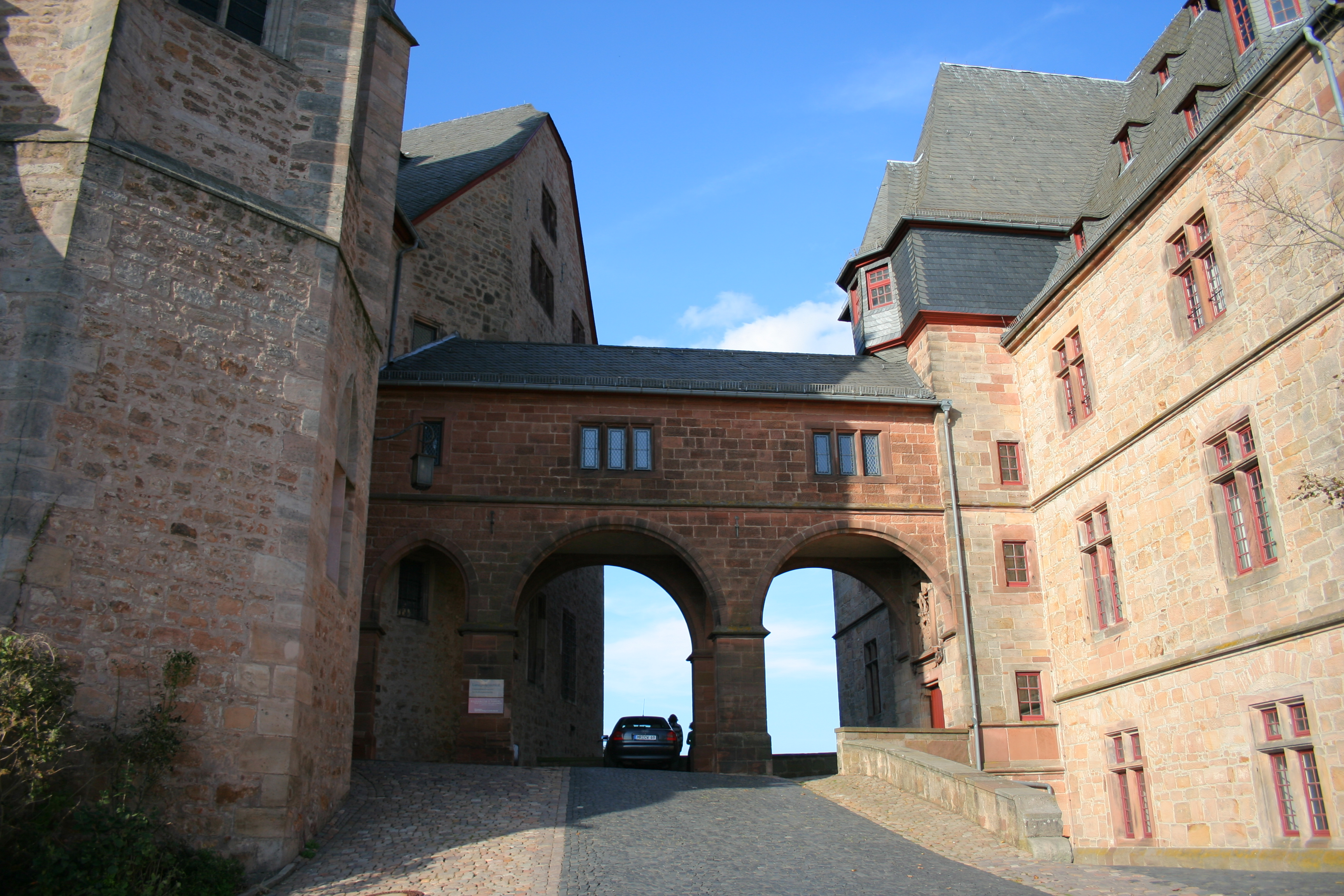
Соединительная галерея внутри замка
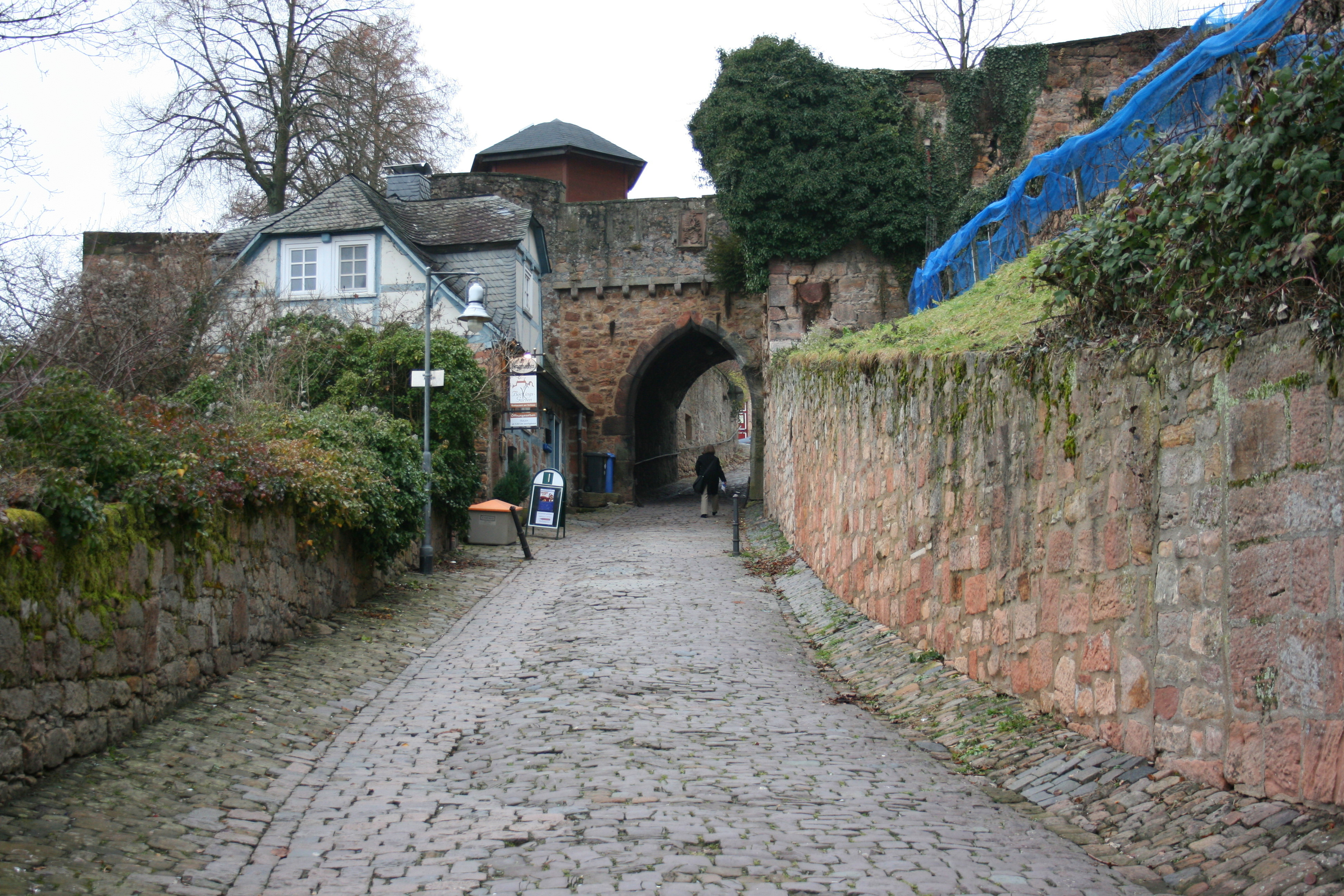
Ворота внешней стены замка
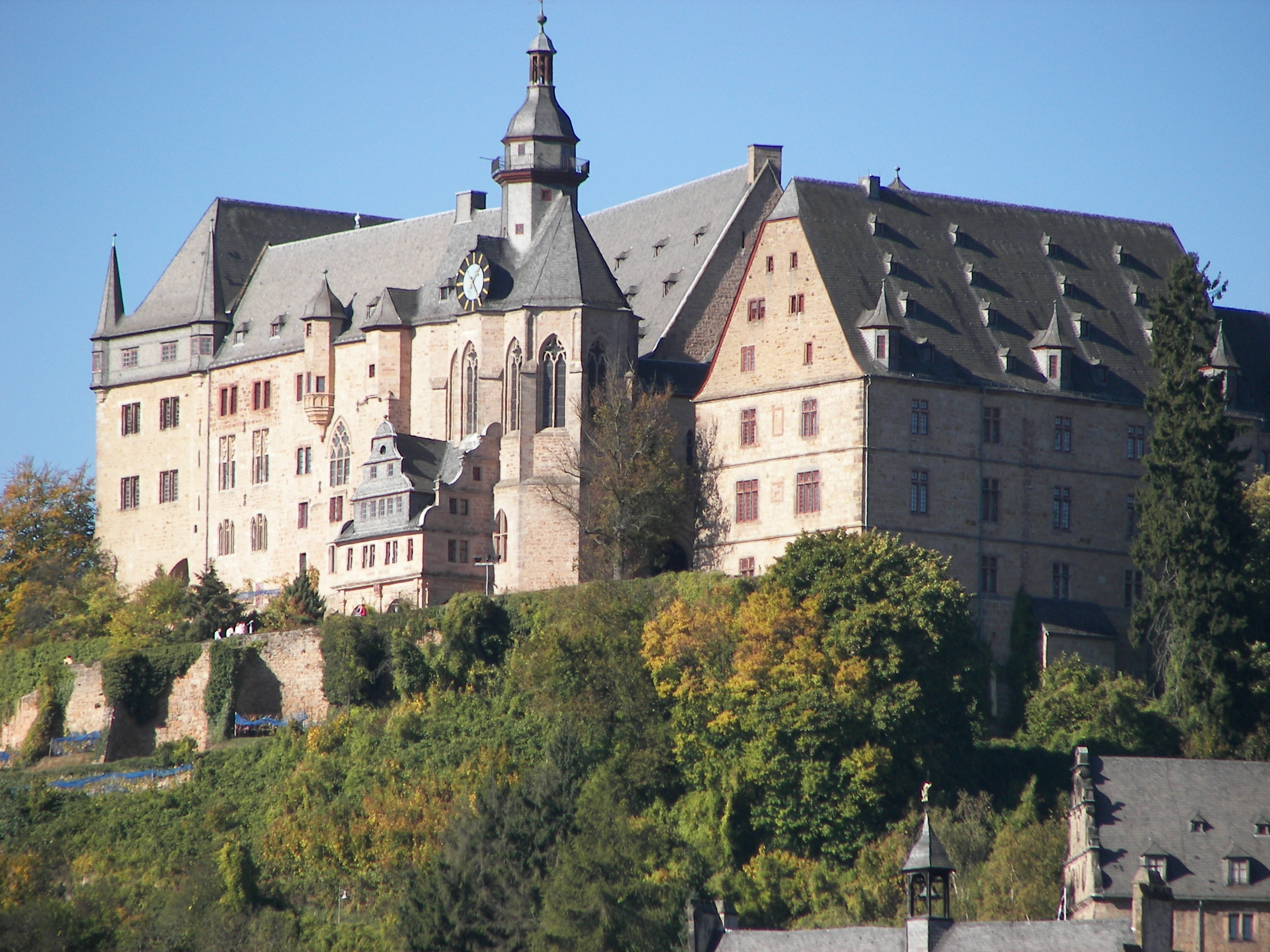
Фасад дворцового комплекса